# Marché Saint-Martin (Paris, 1816)
Ne doit pas être confondu avec Marché Saint-Martin (Paris, 1854).

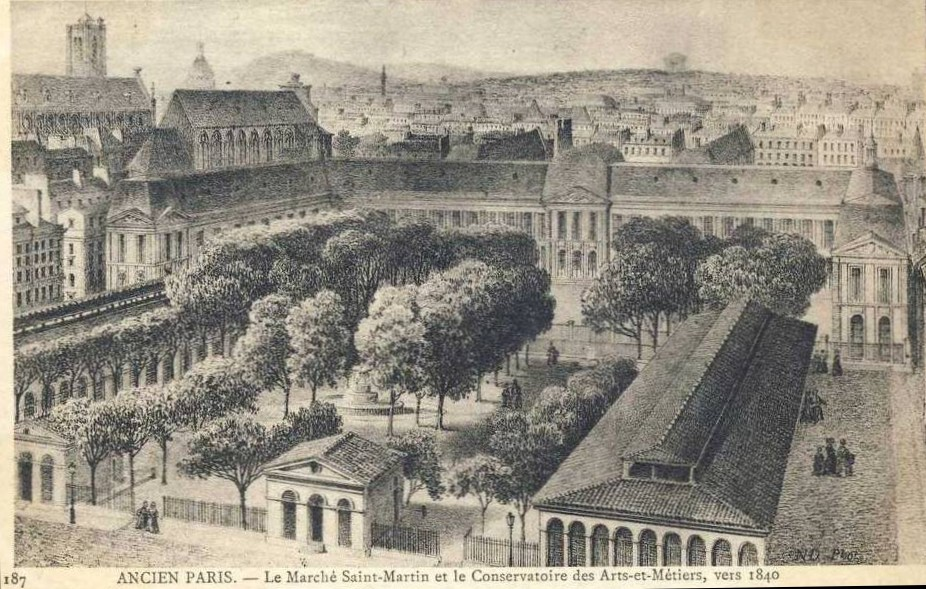
Le marché Saint-Martin vers 1840.

Le  marché Saint-Martin est un ancien marché de Paris, situé dans l'actuel 3e arrondissement. Le premier marché, établi au XVIIIe siècle, est remplacé par un nouveau marché au XIXe siècle. Les deux bâtiments ont aujourd'hui disparu.

## Situation
Le premier marché se trouvait à l'emplacement du croisement des actuelles rues Réaumur et de Turbigo. Les limites du marché sont identifiables dans les rues suivantes : rue Conté au nord ; rue Montgolfier à l'est ; rue Bailly à l'est et au sud,.
Le second marché était délimité par la rue Vaucanson, la rue Conté, la rue Montgolfier et la rue Ferdinand-Berthoud, aujourd'hui disparue mais correspondant à l'allée entre le collège Montgolfier et l'annexe du Conservatoire national des arts et métiers.

## Historique

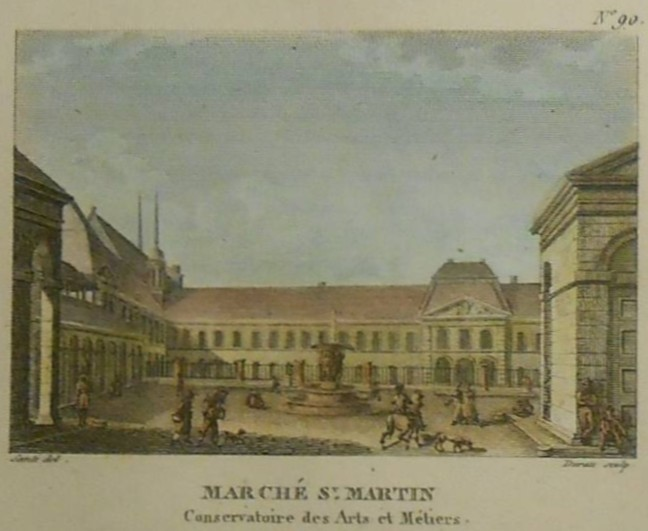
Marché Saint-Martin.

Un édit royal du 25 mars 1765 établit un marché couvert sur des terrains appartenant au prieuré Saint-Martin-des-Champs.
Un décret du 30 janvier 1811 déplace le marché un peu plus au nord, dans les jardins de l'ancienne abbaye. La première pierre du marché est posée le 15 août 1811 et les travaux, dirigés par Antoine-Marie Peyre, sont terminés en 1816. Le nouveau marché est inauguré le 20 juillet 1816. Le vieux marché Saint-Martin est abandonné en juillet 1816 et les bâtiments sont démolis pour créer une place, dite place du Vieux-Marché-Saint-Martin. Cette place a disparu lors du percement de la rue Réaumur et de la rue de Turbigo.
Un décret impérial du 21 mars 1813 prévoyait l'ouverture de trois voies nouvelles pour desservir le marché. Un nouveau plan, prévoyant l'ouverture de cinq nouvelles rues, est approuvé le 9 octobre 1816. En vertu d'une décision du ministre de l'Intérieur du 27 septembre 1817, ces voies sont nommées : « rue Ferdinand-Berthoud », « rue Borda », « rue Conté », « rue Montgolfier » et « rue Vaucanson ».
En novembre 1878, la ville de Paris supprime le marché Saint-Martin et cède le terrain à l'État pour y construire l'École centrale des arts et manufactures (aujourd'hui annexe « Montgolfier » du Conservatoire national des arts et métiers, au 2, rue Conté).

## Architecture
Le marché Saint-Martin était composé de deux corps de bâtiments entièrement isolés de chacun 22 m de largeur et de 62 m de longueur. Les deux bâtiments étaient séparés par une cour de 58 m de largeur au milieu de laquelle se trouvait une fontaine jaillissante. Chaque bâtiment était divisé en trois nefs d'égale largeur et en neuf travées composant vingt-sept espaces carrés. L'ensemble était couvert d'un comble. La partie reposant sur les murs de façade était en appentis, alors que la partie centrale, supportée par seize piliers étaient à deux égouts. Cette dernière partie était plus élevée que la première, laissant ainsi un espace vide qui éclairait la partie supérieure du bâtiment. La superficie du marché Saint-Martin était de 6,324 m. Il pouvait contenir au moins 324 places.

## Sources et références
1. ↑  Cadastre de Paris par îlot (1810-1836), plan 22e quartier « Saint-Martin-des-Champs », îlots nos 1, 2, 16 à 19, 20 bis, 21 et 22, cote F/31/84/02 [lire en ligne]
2. 1 2  Cadastre de Paris par îlot (1810-1836), plan 22e quartier « Saint-Martin-des-Champs », îlots nos 11, 13, 15 et 20, cote F/31/84/09 [lire en ligne].
3. 1 2 3 4 5 6 7 8 9 10  Dictionnaire administratif et historique des rues de Paris et de ses monuments, édition de 1844, p. 419-420 [lire en ligne].
4. ↑  La Lanterne, édition du 12 novembre 1878 [lire en ligne].
5. 1 2  C. Harmand, Manuel de l'étranger à Paris pour 1824, Paris, Hesse et compagnie, 1824, p. 179 [lire en ligne].